# Jan Karol Wapowski
Jan Karol Wapowski herbu Nieczuja – stolnik kijowski w latach 1663-1680, sędzia kapturowy ziemi sanockiej w 1668 roku.
Był elektorem Michała Korybuta Wiśniowieckiego z ziemi sanockiej w 1669 roku.